# Bulgaria la Concursul Muzical Eurovision
Bulgaria a participat la Concursul Muzical Eurovision de 14 ori, de la debutul lor din 2005 de la Kiev. În 2016 a revenit cu Poli Genova , unde a reușit să se situeze pe locul 4. In anul 2017 Kristian Kostov a obținut locul 2, astfel artistul a reușit cea mai buna performanță a Bulgariei la Concursul Muzical Eurovision.

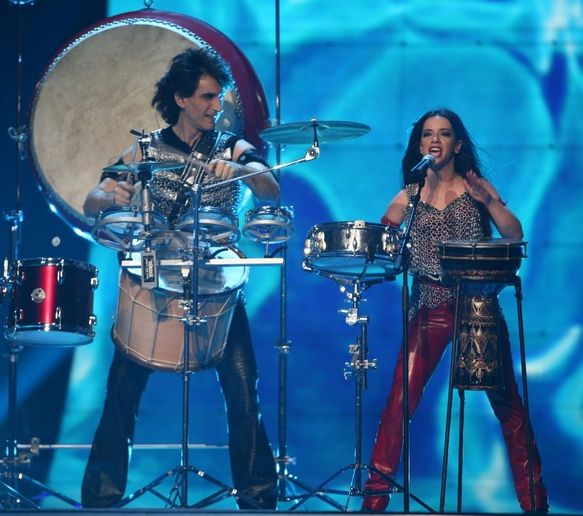
Elița Todorova și Stoian Iankulov la Helsinki (2007)

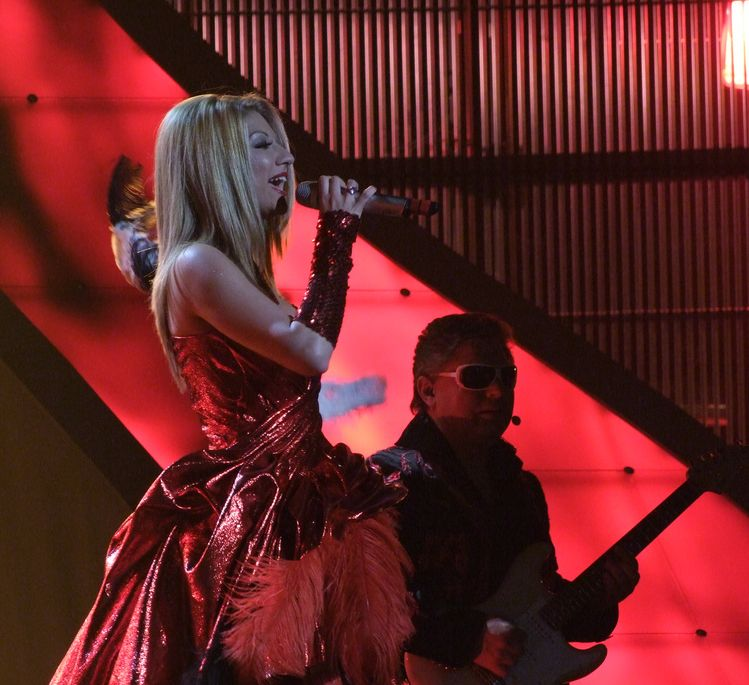
Deep Zone Project la Belgrad (2008)

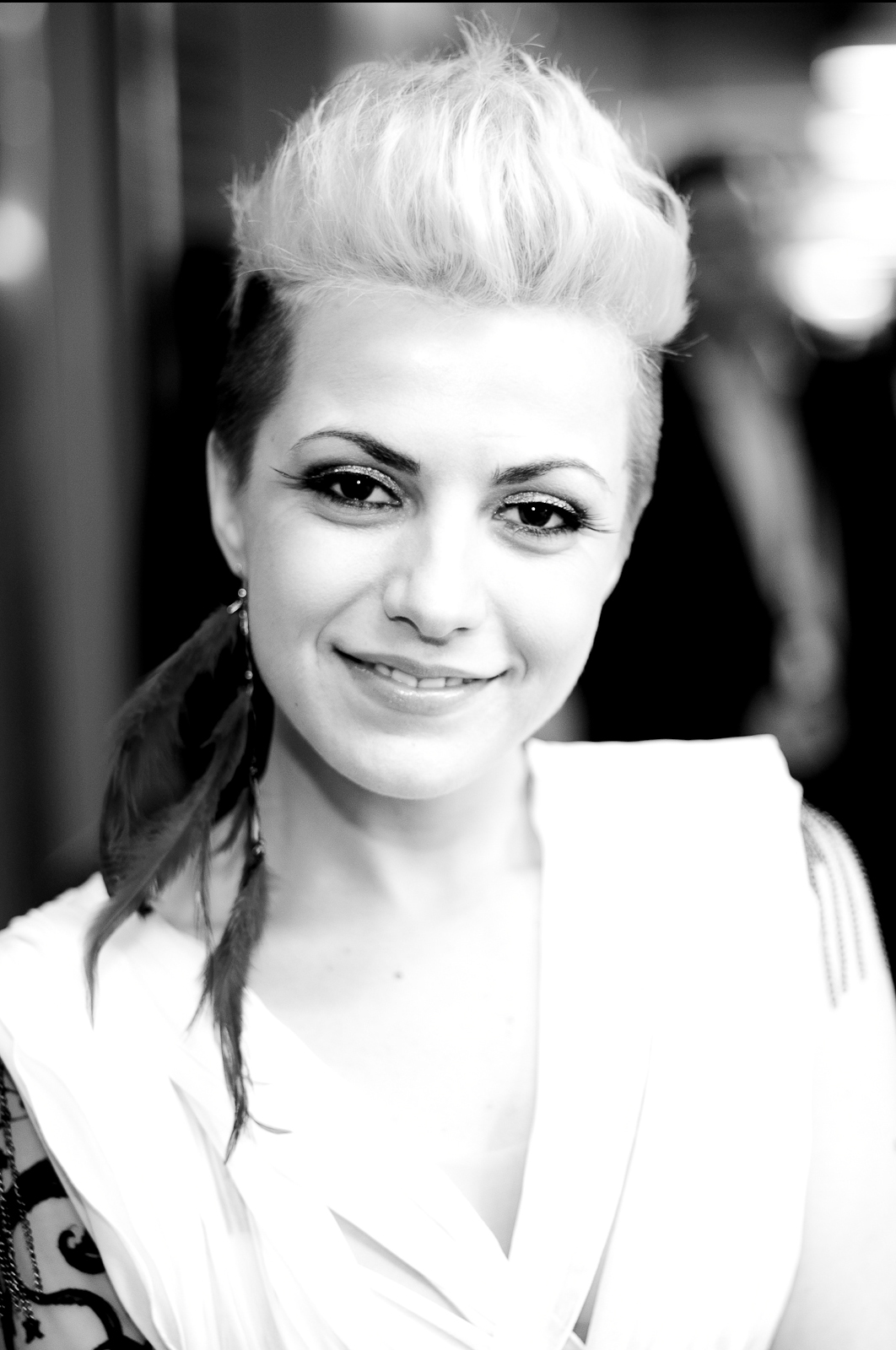
Poli Genova înainte de semifinala 2

## Istoric

### Debutul din 2005
Bulgaria a participat pentru prima oară la Concursul Muzical Eurovision în anul 2005, reprezentată de trupa Kaffe cu melodia "Lorraine". Obținând numai 49 de puncte, au terminat pe locul 19 în semifinală, eșuând a se califica pentru finala de sâmbătă seară.

### 2006
La Atena, Bulgaria a fost reprezentată de Mariana Popova cu piesa "Let Me Cry", care nu a reușit să se califice în finală, obținând locul 17 cu 36 de puncte în semifinală.

### 2007
Prima calificare a Bulgariei în finală a fost în 2007 când Elița Todorova & Stoian Iankulov au interpretat piesa "Water". Aceasta a fost prima piesă în limba bulgară care concurează în concurs și a fost și prima piesă, fiind singura în momentul de față, care s-a calificat în finală, clasându-se pe locul 6 în semifinală cu 146 de puncte. În finală, piesa a primit 157 de puncte și s-a clasat a 5-a din 24 de finaliste.

### 2008
În anii precedenți, dacă o piesă termina în top 10, în finală, aceasta se califică direct pentru finala anului următor. Dacă regula nu se schimba la concursul din 2008, Bulgaria ar fi fost direct calificată în finală. Totuși, câteva reguli au fost modificate, din cauza numărului prea mare de participanți, ceea ce însemna că în finală se califică doar Big 4 și țara gazdă. Deci, Bulgaria a fost forțată să participe în una din semifinalele din 2008 din Serbia.
La concursul din 2008, Bulgaria a fost reprezentată de Deep Zone & Balthazar cu piesa "DJ, Take Me Away". Aceștia au terminat pe locul 11 în semifinală, cu 56 de puncte, pierzând finala cu doar un loc în minus.

### 2009
Bulgaria a participat la concursul din 2009 din Rusia. Bulgaria a fost prima țară care a început să-și aleagă reprezentantul pentru Eurovision cu concursul 'Be A Star', o finală națională, care a început în octombrie 2008.
Câștigătorul a fost Krassimir Avramov cu melodia Illusion. Acesta a ratat finala, obținând locul 16 din 18 țări competitive în prima semifinală.

### 2010
În octombrie 2009 BNT a anunțat că Miroslav Kostadinov va reprezenta Bulgaria la Concursul Muzical Eurovision 2010 din Oslo, Norvegia. Acesta a cântat piesa "Anghel si ti" (Ангел си ти). A fost pentru prima oară din 2007, când melodia a fost cântată în bulgară. Totuși, pentru trei ani consecutivi, piesa Bulgariei a ratat să se califice în finală, ocupând locul 15 din 17 participanți în semifinală.

### 2011
Anul acesta Bulgaria a fost reprezentată de Poli Genova și de data aceasta piesa a fost cântată în limba bulgară. Piesa acesteia, "Na Inat", nu a prins un loc în finală, luând locul 12 în semifinala 2, semnificând că anul 2011 este al patrulea an de când Bulgaria nu se califică în finală. În 2011, Poli Genova a concurat cu alte 18 piese în finala națională "EuroBGvision" (unde doar SMS-urile decid cine reprezintă țara). Aceasta a reprezentat al patrulea an de când participă la "EuroBGvision" și primul ei câștig.

### 2012
Bulgaria și-a confirmat participarea la Concursul Muzical Eurovision 2012. Preselecția națională a constat în două semifinale și o finală. Bulgaria a participat în semifinala 2, unde a obținut locul 11, cu 45 de puncte, același punctaj obținut de clasata de pe locul 10, dar, datorită faptului că numărul țărilor ce au acordat puncte Bulgariei a fost mic, aceasta a pierdut șansa să ajungă în finală.

### 2013
Bulgaria a fost reprezentata la Concursul Muzical Eurovision 2013 de Elița Todorova & Stoian Iankulov care nu au reusit sa egaleze performanta din 2007, anul acesta, piesa "Samo Shampioni" obtinand in prima semifinala locul 12, cu 45 de puncte iar Bulgaria nereusind sa se califice in finala pentru a șasea oara.

### 2016
Bulgaria a revenit la Concursul Muzical Eurovision după 2 ani de absență cu Poli Genova care a mai reprezentat Bulgaria la Concursul Muzical Eurovision 2011 unde nu a reușit să se califice în finală, însă în 2016 a reușit să se califice pe locul 5 cu 220 puncte în semi-finala 2. 
În finală a reușit cea mai bună performanță a Bulgariei la Concursul Muzical Eurovision , mai exact locul 4 cu un punctaj de 307 puncte.

## Participări
| An   | Gazda      | Artist                            | Titlu                        | Finala           | Puncte           | Semifinala | Puncte |
| ---- | ---------- | --------------------------------- | ---------------------------- | ---------------- | ---------------- | ---------- | ------ |
| 2005 | Kiev       | Kaffe                             | "Lorraine"                   | Nu s-a calificat | Nu s-a calificat | 19         | 49     |
| 2006 | Atena      | Mariana Popova                    | "Let Me Cry"                 | Nu s-a calificat | Nu s-a calificat | 17         | 36     |
| 2007 | Helsinki   | Elița Todorova și Stoian Iankulov | "Water"                      | 5                | 157              | 6          | 146    |
| 2008 | Belgrad    | Deep Zone & Balthazar             | "DJ, Take Me Away"           | Nu s-a calificat | Nu s-a calificat | 11         | 56     |
| 2009 | Moscova    | Krassimir Avramov                 | "Illusion"                   | Nu s-a calificat | Nu s-a calificat | 16         | 7      |
| 2010 | Oslo       | Miro                              | "Anghel si ti" (Ангел си ти) | Nu s-a calificat | Nu s-a calificat | 15         | 19     |
| 2011 | Düsseldorf | Poli Genova                       | "Na inat" (На инат)          | Nu s-a calificat | Nu s-a calificat | 12         | 48     |
| 2012 | Baku       | Sofi Marinova                     | „Love Unlimited”             | Nu s-a calificat | Nu s-a calificat | 11         | 45     |
| 2013 | Malmö      | Elița Todorova și Stoian Iankulov | "Samo Shampioni"             | Nu s-a calificat | Nu s-a calificat | 12         | 45     |
| 2016 | Stockholm  | Poli Genova                       | "If Love Was a Crime"        | 4                | 307              | 5          | 220    |
| 2017 | Kiev       | Kristian Kostov                   | "Beautiful mess"             | 2                | 615              | 1          | 403    |
| 2018 | Lisabona   | Equinox                           | "Bones"                      | 14               | 166              | 7          | 177    |
| 2020 | Rotterdam  | Victoria Georgieva                | "Tears Getting Sober"        | Anulat           | Anulat           | Anulat     | Anulat |
| 2021 | Rotterdam  | Victoria Georgieva                | "Growing Up is Getting Old"  | 11               | 170              | 3          | 250    |
| 2022 | Torino     | Intelligent Music Project         | "Intention"                  | Nu s-a calificat | Nu s-a calificat | 16         | 29     |